# Himalaya Drug Company
Himalaya Wellness Company (колишня Himalaya Drug Company) — індійська фітофармацевтична компанія, яка виробляє аюрведичні препарати, засоби для особистої гігієни та натуральну косметику. Заснована у Мохаммедом Маналом у 1930 році. Знаходиться в Бангалорі, Індія. Експортує більш, ніж в 90 країн світу. Himalaya поєднала досвід аюрведи із сучасною науковою медичною методологією.
Науково-дослідний центр Himalaya знаходиться в Бангалорі, в ньому на постійній основі працюють понад 100 кваліфікованих вчених і лікарів. В країнах колишнього СРСР найбільш відомими препаратами Himalaya є Цистон (Cystone) та Liv.52.
Для вилучення корисних біоактивних сполук з рослинної сировини без хімічних розчинників компанія використовує технологію, яка має назву надкритична флюїдна екстракція Super Critical Fluid (SCF). Застосування цієї технології гарантує відсутність хімічних залишків у сировині. Himalaya відмовляється від використання хімічних добрив і пестицидів у будь-якій формі.

## Контроверсії
У вересні 2023 компанія Himalaya Wellness в особі Удаї Холли з Holla & Holla отримала судову заборону ex parte проти Сайріака Еббі Філіпса, який відомий тим, що ділиться своїми критичними поглядами на альтернативну медицину в соціальних мережах. Адвокати стверджували, що публікації Філіпса у соціальних мережах негативно вплинули на прибутки Himalaya Wellness і що його фінансували сучасні медичні компанії. Заборона, видана цивільним судом Бангалору, вимагала від Twitter обмежити доступ до облікового запису Філіпса, який, як наслідок, був закритий в Індії. Рішення суду також забороняло Філіпсу ділитися будь-яким негативним вмістом про Himalaya Wellness. Юридичні експерти розкритикували цей наказ як непропорційний, вказуючи на те, що заборони ex parte зарезервовані для справді виняткових обставин, коли інформування відповідача призвело б до значної та непоправної шкоди позивачу, а твіт таким не кваліфікується. Філіпс стверджував, що його претензії до продуктів Himalaya Wellness Company, таких як Liv. 52, були підкріплені науковими доказами. У жовтні 2023 Високий суд штату Карнатака постановив відновити обліковий запис Філіпса у Twitter після того, як він видалив свої дев’ять твітів про Himalaya Wellness.